# 谢树林
谢树林（1954年5月—），中华人民共和国政治人物，湖南省长沙市人。曾任长沙市政协主席等职。

## 生平
1954年5月，谢树林出生在湖南省长沙市。
1972年7月，18岁的谢树林成为长沙县大托公社（今大托街道）披塘大队的一名干部。1974年，谢树林进入长沙市商业学校学习，1976年毕业后留校任教，1980年出任办公室副主任兼团委书记。1983年12月，谢树林出任长沙市物价局办公室副主任，次年8月升任办公室主任，1987年8月升任副局长，1993年2月升任局长。
1994年10月，谢树林调任中共浏阳市委书记、市人武部党委第一书记:121。1996年10月，谢树林调任中共长沙市开福区委书记、区人武部党委第一书记。2000年9月，谢树林出任中共长沙市委常委、政法委书记兼市公安局党委书记。2007年11月出任中共长沙市委副书记，並继续兼任市委政法委书记兼市公安局党委书记。2008年5月卸任市政法委书记，同年7月又卸任长沙市公安局党委书记。2010年8月，谢树林转任长沙市政协党组书记，次月当选为政协主席。2013年5月，谢树林年满离任，由范小新接任政协主席，其本人则转任中共长沙市委顾问。

### 落马
2024年1月29日，谢树林涉嫌严重违纪违法接受中共湖南省纪委监委纪律审查和监察调查。1月7日，其接任者范小新已经主动向组织交代问题，接受湖南省纪委监委纪律审查和监察调查。同年7月，湖南省纪委监委决定将其开除党籍，取消退休待遇。